# Impatiens tweedieae
Impatiens tweedieae là một loài thực vật có hoa trong họ Bóng nước. Loài này được E.A.Bruce mô tả khoa học đầu tiên năm 1940.